# Чамбеши
Чамбеши (или Чамбези) је река на североистоку Замбије која је најудаљенија “притока” реке Конго, па се сматра њеним извором. Међутим, према количини воде, река Луалаба је највећи извор реке Конго.
Чамбеши почиње од потока у планинама североисточне Замбије близу језера Тангањика, на надморској висини од 1760 метара. Тече дужином од 480 km и улива се у Бангвеулу мочвару, која је део истоименог језера, и до краја кишне сезоне у мају, она доноси велику количину воде која пуни мочвару и поплављује огромне равнице на југоистоку, подржавајући Бангвеулу мочварни екосистем. Отока овог језера је река Луапула.
Више од сто километара дужине свог тока, док тече источно од реке Касама, река се састоји од канала у мочварама широких и до два километра, у плавној сезони чак 25 km. Даље низводно, где је река премошћена Касама-Мпика путем и Тазара железницом, тече стални канал ширине око 100 метара, у плавној сезони 400 метара.